# Флюс (селище)
Флюс (рос. Флюс) — селище у складі Первоуральського міського округу Свердловської області.
Населення — 83 особи (2010, 85 у 2002).
Національний склад станом на 2002 рік: росіяни — 84 %.